# هيربرت بوير
هربرت جورج بوير (بالإنجليزية: Herbert Boyer) (من مواليد 10 يوليو 1936) هو المستفيد من وسام 1990 الوطنية للعلوم، الحائز على جائزة ميلسون معهد ماساتشوستس للتكنولوجيا عام 1996، والمؤسس المشارك لشركة جينينتيك.
مبتكر تقنية الحمض النووي معاد التركيب (rDNA)-أي الطريقة التي من خلالها يتم إدخال المادة الوراثية بشكل مفتعل لجينوم كائن حي آخر، و يتم ،بالتالي، استنساخها والتعبير عنها من قبل هذا الكائن -رفقة ستانلي كوهن،و الذي شكل نقطة انطلاق ثورة التكنولوجيا الحيوية، و إحداث أساس لإنشاء شركة Genentech سنة 1976، التي أضحت من واحدة من شركات التكنولوجيا الحيوية الرائدة في العالم، بطرحها في السوق، عدة منتجات خاصة بالحالات الطبية الخطيرة أو المهددة للحياة. شغل منصب نائب رئيس جينينتيك من عام 1976 من خلال تقاعده في عام 1991.

## حياته ومهنته
ولد بوير في ديري، ولاية بنسلفانيا. حصل على درجة البكالوريوس في البيولوجيا والكيمياء من كلية سانت فنسنت في لاتروب بولاية بنسلفانيا، في عام 1958. تزوج من زوجته غريس في العام التالي. حصل على شهادة الدكتوراه في جامعة بيتسبورغ في عام 1963، وشارك كناشطة في حركة الحقوق المدنية. قضى ثلاث سنوات في العمل بعد التخرج في جامعة ييل في مختبرات الأساتذة إدوارد Adelberg وبروس كارلتون، ثم أصبح أستاذا مساعدا في جامعة كاليفورنيا في سان فرانسيسكو، وأستاذ الكيمياء الحيوية 1976-1991، حيث اكتشف أن ويمكن الجمع بين جينات من البكتيريا مع الجينات من حقيقيات النوى. في عام 1977، وصفت مختبر بوير والمتعاونين في مدينة الأمل الطبية المركز الوطني التوليف الأول من نوعه، والتعبير عن الجينات الببتيد الترميز. في آب عام 1978، أنتج الأنسولين الاصطناعية باستخدام منصبه الجديد المعدلة وراثيا بكتيريا معدلة وراثيا، ثم في عام 1979 من قبل هرمون النمو.
في عام 1976، تأسست بوير جينينتيك مع المشروع الرأسمالي سوانسون روبرت أ. وفاز نهج جينينتيك لتجميع الأولى من الأنسولين على مدى نهج والي جيلبرت في Biogen التي تستخدم جينات من مصادر طبيعية. خلق بوير الجين له من جديد من النيوكليوتيدات الفردية.
في عام 1990 أعطى أبريل بوير وغريس زوجته التبرع أكبر واحد (10000000 $) أسبغ على كلية الطب بجامعة ييل من قبل فرد. كان اسمه في مركز للطب الجزيئي بوير بعد الأسرة بوير في عام 1991.
في الدرجة الأولى من عام 2007 البدء، أعلنت كلية سانت فنسنت أنها تسمية كلية العلوم الطبيعية والرياضيات، وحساب جورج هربرت بوير مدرسة.

## الجوائز
- عام 1980 جائزة ألبرت لاسكر للأبحاث الطبية الأساسية.
- عام 1982 معهد البحوث الصناعية (IRI) جائزة الإنجاز.
- عام 1989 الميدالية الوطنية للتكنولوجيا.
- عام 1990 الميدالية الوطنية للعلوم من الرئيس جورج بوش الأب.
- جائزة 1993 بحوث HORTEN هيلموت.
- 2004 ألباني المركز الطبي لجائزة (بالتقاسم مع ستانلي كوهين ن.).
- 2004 شو جائزة في علوم الحياة والطب.
- 2007 وسام بيركن.